# Bouchoir
Bouchoir (picardisch: Bouchoèr) ist eine nordfranzösische Gemeinde mit 266 Einwohnern (Stand 1. Januar 2022) im Département Somme in der Region Hauts-de-France. Die Gemeinde liegt im Arrondissement Péronne, gehört zum Kanton Moreuil und ist Teil der Communauté de communes Terre de Picardie.

## Geographie
Die Gemeinde in der Landschaft Santerre mit den Ortsteilen Parvillers und Le Quesnoy liegt an der Kreuzung der Départementsstraße D329 mit der großzügig ausgebauten Départementsstraße D934 (frühere Route nationale 334) von Amiens nach Noyon. Sie ist rund 9 km von Roye entfernt.

## Geschichte
Bouchoir wird im Jahr 1121 der Abtei Saint-Corneille in Compiègne geschenkt. Die Herrschaft von Bouchoir gelangte zuletzt an das Marquisat von Nesle. 1814 wurde der Ort von russischen Truppen in Brand gesetzt. Im Ersten Weltkrieg wurde er fast vollständig zerstört. Die Gemeinde erhielt als Auszeichnung das Croix de guerre 1914–1918.

## Einwohner
| 1962 | 1968 | 1975 | 1982 | 1990 | 1999 | 2006 | 2010 |
| ---- | ---- | ---- | ---- | ---- | ---- | ---- | ---- |
| 293  | 295  | 195  | 201  | 222  | 226  | 263  | 285  |

## Verwaltung
Bürgermeister (maire) ist seit 2001 Jean-Pierre Pitavy	.

## Sehenswürdigkeiten
- Die Kirche Saint-Pierre aus dem 16. und 17. Jahrhundert, nach Beschädigung im Ersten Weltkrieg wieder aufgebaut
- Die Kapelle Notre-Dame de Grâce aus dem Jahre 1867
- Zwei Kriegerdenkmäler, davon eines für die amerikanischen Truppen
- Schmiedeeiserne Kreuzigungsgruppe
- Britischer Soldatenfriedhof